# Jean-Patrick Nazon
Jean-Patrick Nazon, född 18 januari 1977 i Epinal, är en före detta professionell tävlingscyklist från Frankrike. Han är framförallt känd som spurtare. Nazon tävlar sedan 2004 för det franska stallet Ag2r Prévoyance. 
Han blev professionell 1997 och har vunnit två etapper i Tour de France. Han vann den sista och mest prestigefyllda etappen 2003 och den tredje etappen 2004. Nazon slutade tvåa efter belgaren Tom Boonen på den avslutande etappen av Tour de France 2004.

## Karriär
Jean-Patrick Nazon tog sin första professionella seger under år 2000 när han vann etapp 2 av Etoile de Bessèges före estländaren Jaan Kirsipuu och italienaren Oscar Cavagnis. Han fortsatte tävlingen med att vinna även etapp 5, en etapp som han vann framför Jaan Kirsipuu och belgaren Jo Planckaert. Under året höll formen i sig och han vann etapp 3 av Dunkirks fyradagars och etapp 3a under Tour de Picardie.
Året därpå vann han etapp 2 under Tour de l'Avenir. Under säsongen 2002 vann han etapp 2 av Tour of Qatar före Jeremy Hunt och Thorsten Wilhelms. Han vann också etapp 1 av Critérium International före Angelo Furlan och François Simon.
Säsongen 2003 visade sig vara en bra säsong för fransmannen när han vann etapper på Dunkirks fyradagars och det portugisiska loppet Volta ao Alentejo. I juli vann den sista etappen, med målgång på Champs-Élysées, på Tour de France 2003. Under tävlingsgång blev han också bärare av den gula ledartröjan under en etapp, det var efter den tredje etappen som han plötsligt ledde tävlingen. Efter etapp 4m ett lagtempolopp, tog dock colombianen Victor Hugo Peña över tröjan.
Under 2004 vann han etapp 1 på Critérium International framför Markus Zberg och Peter Wrolich. Senare samma år vann han den tredje etappen av Tour de France 2004, framför spurtarna Erik Zabel och Robbie McEwen. Nazon slutade tvåa efter belgaren Tom Boonen på den avslutande etappen av samma tävling.
Nazon vann GP Rik Van Steenbergen 2005. Samma år vann han också etapp 2 av Bayern Rundfahrt före Sebastian Siedler och Murilo Antonio Fischer, men också etapp 1 av Hessen Rundfahrt.
Under säsongen 2007 vann han etapp 1 av Paris-Nice. Han vann också etapp 1 på Route du Sud.
Jean-Patrick Nazon slutade trea på etapp 2 av Driedaagse van West-Vlaanderen 2008. Han slutade också trea på etapp 2 av Dunkirks fyradagars bakom Gert Steegmans och Mark Renshaw.
Hans bror, Damien Nazon, är också en professionell tävlingscyklist.

## Meriter
1998 - Française des Jeux
- 2 etapper, Circuit des Mines

2000 - Française des Jeux
- 2 etapper, Étoile de Bessèges

2001 - Française des Jeux
- 1 etapp, Tour de l'Avenir

2002 - Française des Jeux
- 1 etapp, Critérium International
- 1 etapp, Dunkirks fyradagars

2003 - Jean Delatour
- 1:a, etapp 20 (Champs-Élysées), Tour de France 2003

14:e, etapp 3 (+ gula ledartröjan under en etapp)
- 6:a, Poängtävlingen, Tour de France
- 1 etapp, Dunkirks fyradagars

2004 - Jean Delatour
- 1 etapp, Critérium International
- 1:a, etapp 3, Tour de France 2004
- 2:a, etapp 20 (Champs-Élysées)

2005 - AG2R Prévoyance
- 1:a, Memorial Rik Van Steenbergen
- 1 etapp, Bayern Rundfahrt

2006 - AG2R Prévoyance
- 3:a, etapp 4, Vuelta a España

2007 - AG2R Prévoyance
- 1:a, etapp 1, Paris-Nice
- 1:a, etapp 1 Route du Sud
- 3:a, etapp 2, Tour of Qatar

## Stall
- Française des Jeux 1997–2002
- Jean Delatour 2003–2004
- Ag2r Prévoyance 2005–2008